# Сколково Парк
Сколково Парк (англ. Skolkovo Park) — проект жилой и деловой застройки на территории 500 га в Одинцовском районе Московской области.
Ведётся компанией Millhouse с 2011 года, к 2015 году построены жилой комплекс «Для Жизни», гольф-клуб, проведены работы по благоустройству парка. Совокупные инвестиции в проект — более $1 млрд.

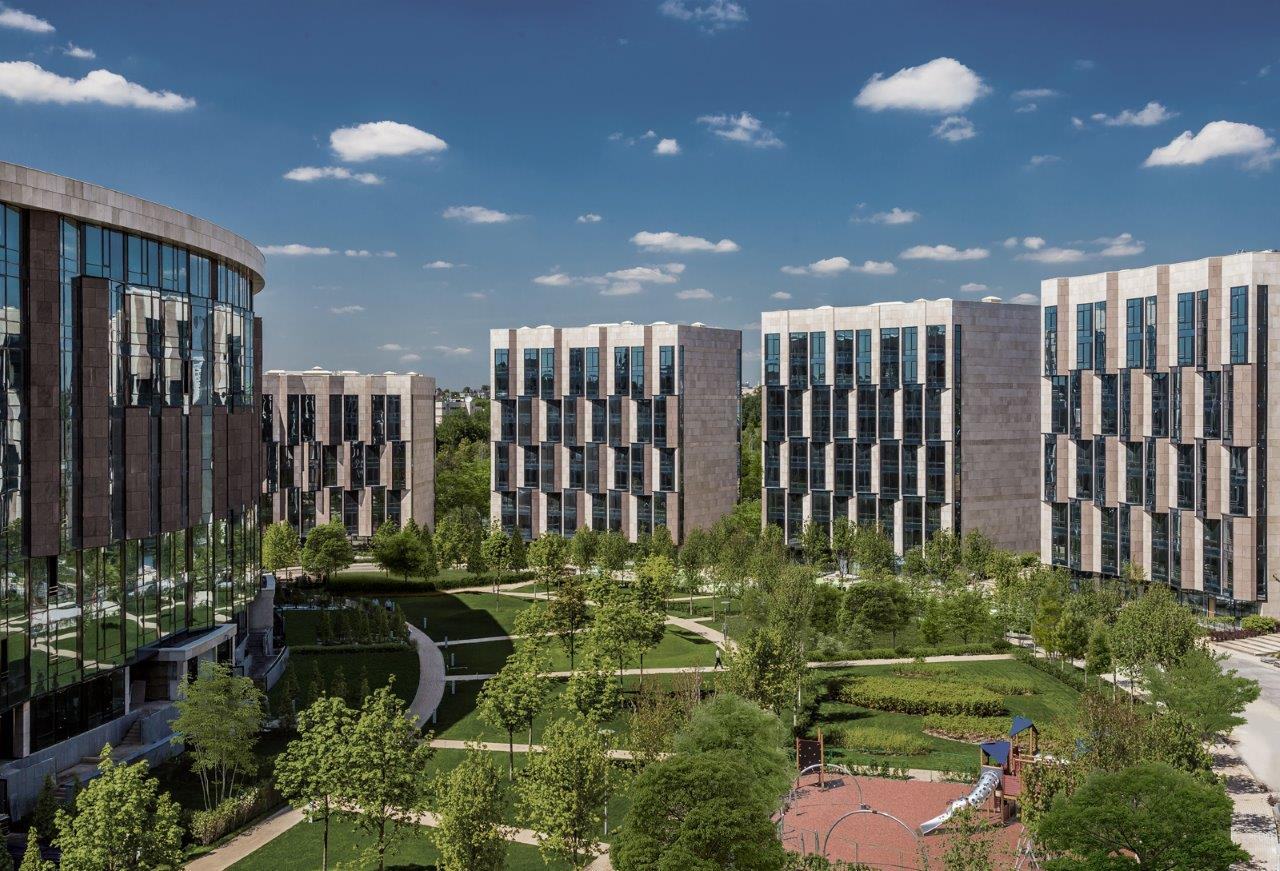
Жилой комплекс «Сколково Парк для Жизни»

Жилой комплекс из шести корпусов на 442 квартиры построен на площади 7,5 га, главный архитектор — Владимир Плоткин.

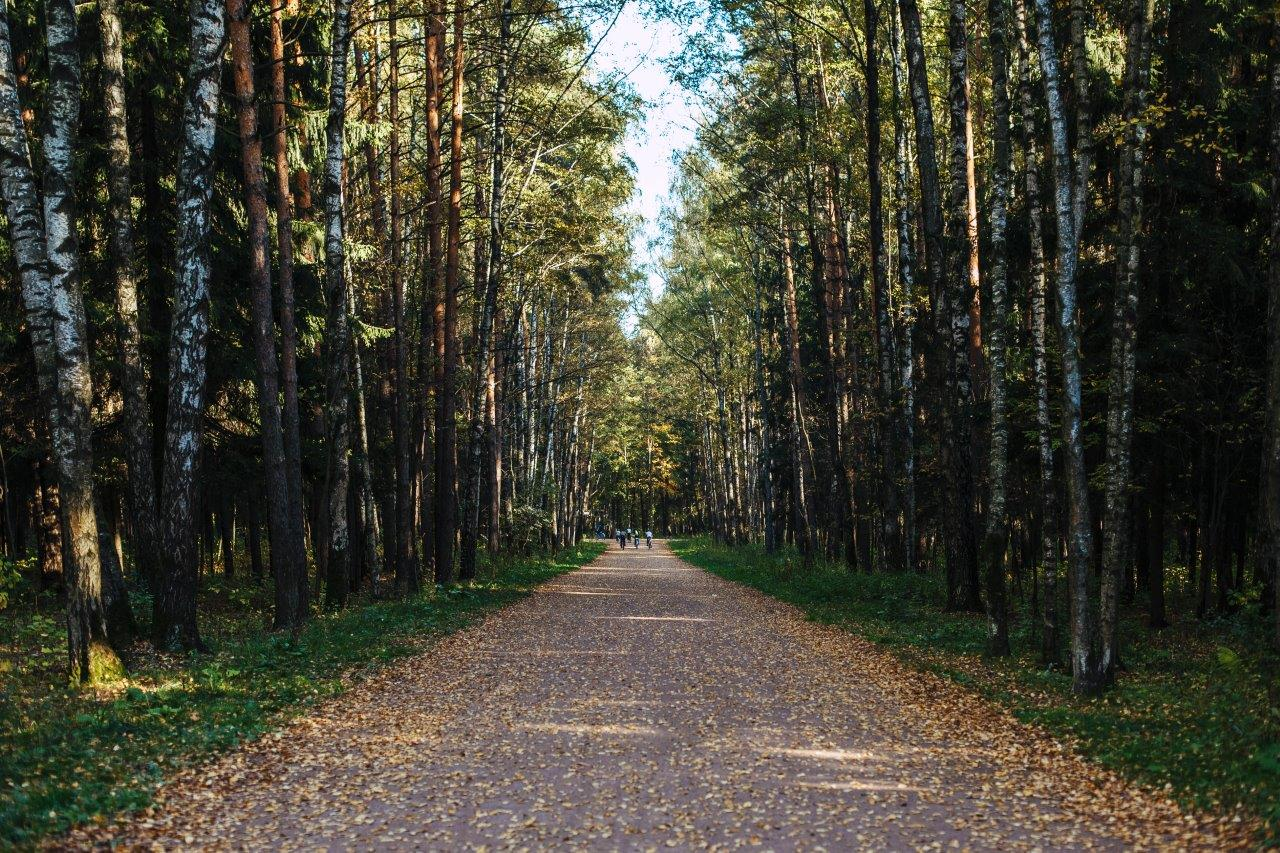
Парк «Мещёрский»

Парк площадью 465 га, получивший наименование «Мещёрский», расположен на территории бывшего Баковского лесопарка в 500 метрах от МКАД Западного направления, участок лесопарка приобретён на правах долгосрочной аренды, на благоустройство потрачено более $24 млн.
Гольф-клуб расположен на площади около 100 га, находится недалеко от школы управления «Сколково» и жилого комплекса, проектировщик поля — Джек Никлаус, архитектор клубного дома — Сигэру Бан.
Планируется также возведение делового центра.